# Ibrahim Nasir

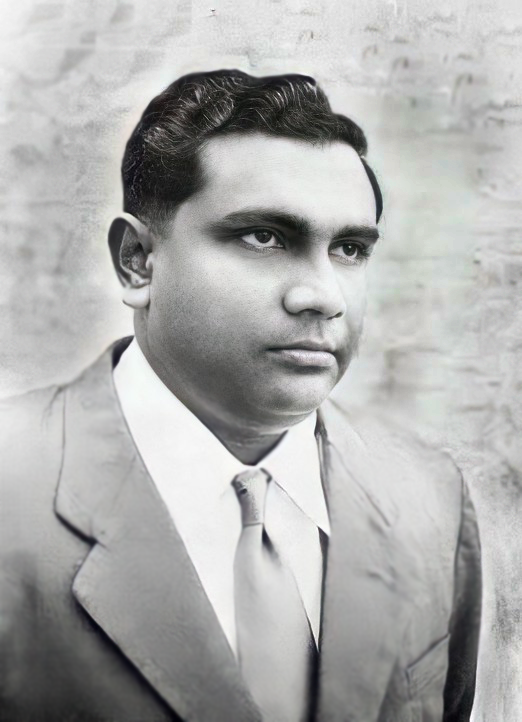

Ibrahim Nasir Rannabandeyri Kilegefan (Dhivehi އިބްރާހިމް ނާޞިރު ރައްނަބަނޑޭރި ކިލޭގެފާނު, Ibraahim Naasiru Rannabandeyri Kileygefaanu), KCMG, NGIV (* 2. September 1926 in Fuvahmulah, Malediven; † 22. November 2008 in Singapur) war ein maledivischer Politiker, unter Sultan Muhammad Fareed Didi von 1957 bis 1968 Premierminister und von 1968 bis 1978 erster Präsident der zweiten Republik der Malediven.

## Frühe Jahre
Ibrahim Nasir war Sohn von Ahmad Didi und Nayaage Aisha Didi. Nasir stammt aus den maledivischen königlichen Dynastien der Huraa und Dhiyamigili. Nasir war dreimal verheiratet und war Vater von fünf Kindern. Seine erste Frau war Aisha Zubayr (Tuttudon Goma), die er 1950 heiratete und mit der er einen Sohn namens Ahmad Nasir hatte. 1953 heiratete er Maryam Saeed Didi, mit der er die beiden Söhne Ali Nasir and Muhammad Nasir hatte. 1969 heiratete Nasir ein drittes Mal, diesmal Naseema Muhammad Kaleyfan. Sie war Mutter seines jüngsten Sohnes Ismail Nasir und seiner einzigen Tochter Aishath Nasir. Nasir besuchte die Madharasatu-Saniyya-Schule in Male', die ab 1969 Majeediyya-Schule hieß. Nach Abschluss seines Schulbesuchs in Male' studierte er in Sri Lanka.

## Politik

### Premierminister
Nasir war vom 12. Dezember 1957 bis zu seiner Amtseinführung als erster Präsident der zweiten Republik Premierminister unter Sultan Muhammad Fareed Didi.

### Präsidentschaft
Nasir wurde am 11. November 1968 in das Amt des Präsidenten der zweiten maledivischen Republik eingeführt. Ihm wurde vor allem die Modernisierung und Öffnung des lange isolierten und nahezu unbekannten Inselstaates zugeschrieben. Seine Hauptleistung lag darin, die Malediven in die Vereinten Nationen aufnehmen zu lassen, auch gegen den Widerstand einiger anderer Nationen, die es als heikel empfanden, eine kleine Nation aufzunehmen. Er legte die Grundsteine für Einnahmequellen, von denen die Malediven abhängig sind: die Fischerei und den Tourismus.
Ihm werden auch andere Verbesserungen zugeschrieben, etwa die Einführung eines Lehrplans nach englischem Vorbild an den öffentlichen Schulen des Landes. Ebenso brachte er Fernsehen und Rundfunk in das Land. Nasir schaffte Vaaru ab, eine Steuer für die Menschen, die auf den Inseln außerhalb von Malé leben, und ließ den ersten internationalen Flughafen der Malediven Malé International Airport bauen. Bevor er zurücktrat, reichte er einen Antrag beim Parlament ein, nach dem keiner für mehr als zwei Amtszeiten zum Präsidenten gewählt werden dürfe. Dieser Antrag wurde vom Parlament abgelehnt.

## Späteres Leben und Tod
Auf Ibrahim Nasir folgte Maumoon Abdul Gayoom, der unter Nasir Verkehrsminister und ständiger Botschafter in den USA gewesen war, für dreißig Jahre (1978–2008) als Präsident nach. Nasir ging, als sein Mandat endete, am 7. Dezember 1978 nach Singapur. 1981 wurde er wegen Korruption und Planung eines Staatsstreiches in Abwesenheit zu einer Gefängnisstrafe verurteilt, wurde jedoch später begnadigt.
Am 22. November 2008 starb Nasir im Mount Elisabeth Hospital in Singapur im Alter von 82 Jahren. Die Todesursache ist unbekannt. Allerdings hatte er Nierenprobleme, die ihn schon vor seinem Tod belasteten. Nasirs Leichnam wurde auf die Malediven gebracht, wo er in Theemuge, dem Präsidentenpalast in Malé am 23. November aufgebahrt wurde. Der Tag wurde zum nationalen Gedenktag auf den Malediven erklärt und Zehntausende kamen, um Nasirs Leichnam zu sehen, der während einer Zeremonie auf dem Platz der Republik öffentlich zugänglich war, bevor er nach Theemuge verbracht wurde.[4] Im Präsidentenpalast zollten Nasir unter anderem der derzeitige Präsident Mohamed Nasheed und der ehemalige Präsident Maumoon Abdul Gayoom ihren Respekt. Seine Beerdigungsgebete nach den Fajr-Gebeten (Sonnenaufgangsgebete)am 24. November, wurden von Dr. 'Abdul Majeed 'Abdul-Bari geleitet. Danach wurde Nasir während des Sonnenaufganges auf dem der Freitagsmoschee (Hukuru Miskkiy) nahen Friedhof begraben. Nasir hinterließ drei Kinder, Ahmad Nasir, Ismail Nasir and Aishath Nasir. Seine anderen beiden Söhne verstarben bereits einige Jahre vor ihm.

## Kritik
Nasir wurde für seine autoritären Methoden und die Unterdrückung politischer Aktivität während seiner Amtszeit kritisiert, vor allem wegen seines harten Durchgreifens bei einem Aufstand der Menschen von Thinadhoo, Addu und des Huvadu Atolls, die für kurze Zeit eine Gegenregierung mit großer Anlehnung an die Briten bildeten.